# Lisbeth Movin
Lisbeth Movin (* 25. August 1917 in Odense, Syddanmark; † 7. November 2011 in Hillerød, Hovedstaden) war eine dänische Schauspielerin und Regisseurin.

## Leben
Die Tochter eines Schauspielerehepaares absolvierte von 1939 bis 1941 die Schauspielschule am Theater Det Kongelige Teater in Kopenhagen. Dort spielte sie weitere zwei Jahre nach ihrer Ausbildung. Von 1943 bis 1950 und ab 1968 war sie am Theater Det Ny Teater engagiert. In der Zwischenzeit war sie freischaffend tätig. Neben der Theaterarbeit war Movin zwischen 1942 und 1987 in insgesamt fast vierzig Film- und Fernsehproduktionen zu sehen. Sie spielte unter anderem eine größere Rolle in Carl Theodor Dreyers Filmdrama Tag der Rache (1943) und das Mitglied einer Glaubensgemeinschaft in ihrem letzten Film Babettes Fest (1987). In den 1960er-Jahren führte sie, für eine Frau in der Filmindustrie damals noch sehr ungewöhnlich, bei drei Kinofilmen auch Regie.
Seit 1945 war sie mit dem Filmregisseur und Schauspieler Lau Lauritzen junior verheiratet. Aus dieser Ehe ging 1950 die Tochter Lone Lau hervor, die ebenfalls Schauspielerin wurde. Lisbeth Movin starb im November 2011 im Alter von 94 Jahren in Hillerød, Dänemark.

## Filmografie
- 1942: Et skud før midnat
- 1943: Tag der Rache (Vredens dag)
- 1945: Rote Wiesen (De røde enge)
- 1948: Hr. Petit
- 1950: Den opvakte jomfru
- 1950: Café Paradis
- 1951: Det sande ansigt
- 1952: Det store løb
- 1952: Avismanden
- 1953: Hejrenæs
- 1953: Det gælder livet
- 1954: En sømand går i land
- 1956: Taxa K–1640 Efterlyses
- 1956: Den store gavtyv
- 1957: Sønnen fra Amerika
- 1958: Det lille hotel
- 1960: Det skete på Møllegården
- 1960: Min kone fra Paris (als Schauspielerin und Regisseurin)
- 1962: Rikki und die Männer (Rikki og mændene; als Schauspielerin und Regisseurin)
- 1963: Sikke'n familie
- 1965: Jensen længe leve
- 1967: Hagbard und Signe (Den røde kappe)
- 1968: Mig og min lillebror og storsmuglerne (als Regieassistentin)
- 1969: Mig og min lillebror og Bølle (als Regisseurin)
- 1972: Farlige kys
- 1980: Die Leute von Korsbaek (Matador, Fernsehserie)
- 1980: Der Augenblick (Øjeblikket)
- 1987: Sidste akt
- 1987: Babettes Fest (Babettes gæstebud)